# Championnats du monde de descente de canoë-kayak 2000
Navigation
Championnats du monde de descente 1998 Championnats du monde de descente 2002
Les 22e championnats du monde de descente en canoë-kayak de 2000 se sont tenus à Treignac en France, sous l'égide de la Fédération internationale de canoë, du 2 au 4 juin. 194 sportifs provenant de 33 nations participent à la compétition.
C'est la 2e fois que la ville de Treignac accueille ces championnats après ceux de 1959.

## Podiums

### K1
| Rang               | Athlète           | Pays      | Temps |
| ------------------ | ----------------- | --------- | ----- |
| Médaille d'or      | Thomas Koelmann   | Allemagne |       |
| Médaille d'argent  | Florian Wohlers   | Allemagne |       |
| Médaille de bronze | Robert Pontarollo | Italie    |       |

| Rang               | Athlète                                        | Pays      | Temps |
| ------------------ | ---------------------------------------------- | --------- | ----- |
| Médaille d'or      | Robert Knebel Kamil Mruzek Ales Marek          | Tchéquie  |       |
| Médaille d'argent  | Markus Gigkler Thomas Koelmann Florian Wohlers | Allemagne |       |
| Médaille de bronze | Boris Saunier Michael Fargier Maxime Clerin    | France    |       |

| Rang               | Athlète               | Pays     | Temps |
| ------------------ | --------------------- | -------- | ----- |
| Médaille d'or      | Michala Strnadova     | Tchéquie |       |
| Médaille d'argent  | Magali Thiebaut       | France   |       |
| Médaille de bronze | Anne-Blandine Crochet | France   |       |

| Rang               | Athlète                                                | Pays      | Temps |
| ------------------ | ------------------------------------------------------ | --------- | ----- |
| Médaille d'or      | Laurence Bénézit Magali Thiebaut Anne Blandine Crochet | France    |       |
| Médaille d'argent  | Anne Fleur Sautour Ziva Cankar Lucka Cancar            | Slovénie  |       |
| Médaille de bronze | Gudrun Willscheid Sabine Füsser Claudia Andree         | Allemagne |       |

### C1
| Rang               | Athlète             | Pays   | Temps |
| ------------------ | ------------------- | ------ | ----- |
| Médaille d'or      | Vladi Panato        | Italie |       |
| Médaille d'argent  | Stéphane Santamaria | France |       |
| Médaille de bronze | Mirko Spelli        | Italie |       |

| Rang               | Athlète                                              | Pays     | Temps |
| ------------------ | ---------------------------------------------------- | -------- | ----- |
| Médaille d'or      | Tomislav Hohnjec Zeliko Petric Emil Milihram         | Croatie  |       |
| Médaille d'argent  | Olivier Jacquemin Stéphane Santamaria Olivier Koskas | France   |       |
| Médaille de bronze | Simon Hocevar Borut Horvat Josko Kancler             | Slovénie |       |

### C2
| Rang               | Athlète                           | Pays      | Temps |
| ------------------ | --------------------------------- | --------- | ----- |
| Médaille d'or      | Vladimir Vala Jaroslav Slucik     | Slovaquie |       |
| Médaille d'argent  | Jan Sutek Stefan Grega            | Slovaquie |       |
| Médaille de bronze | Philippe Aymard Sébastien Pigeron | France    |       |

| Rang               | Athlète | Pays      | Temps |
| ------------------ | --- | --------- | ----- |
| Médaille d'or      | Vladimir Vala / Jaroslav Slucik Stefan Grega / Jan Sutek Lubos Soska / Peter Soska                               | Slovaquie |       |
| Médaille d'argent  | Thomas Haas / Gregor Simon Andreas Hajek / Ulrich Knittel Christian Andree / Patrik Driesch                      | Allemagne |       |
| Médaille de bronze | Philippe Aymard / Sébastien Pigeron Frédéric Pasturaud / Emmanuel Lanchais Jean-Marc Gautier / Dominique Laurent | France    |       |

## Tableau des médailles
| Rang  | Nation    | Or | Argent | Bronze | Total |
| ----- | --------- | -- | ------ | ------ | ----- |
| 1     | Slovaquie | 2  | 1      | 0      | 3     |
| 2     | Tchéquie  | 2  | 0      | 0      | 2     |
| 3     | France    | 1  | 3      | 4      | 8     |
| 4     | Allemagne | 1  | 3      | 1      | 5     |
| 5     | Italie    | 1  | 0      | 2      | 3     |
| 6     | Croatie   | 1  | 0      | 0      | 1     |
| 7     | Slovénie  | 0  | 1      | 1      | 2     |
| Total | Total     | 8  | 8      | 8      | 24    |